# Ussinsk
Ussinsk (en rus Усинск; en komi: Ускар) és una ciutat russa dins la República Komi, està a 757 km de Siktivkar i a la riba del riu Usa. Segons el cens de 2010 tenia 41.100 habitants.
Ussinsk va ser fundada el 1966 com un assentament en els recents descoberts jaciments de petroli. Va tenir l'estatus de ciutat el 1984. La superfície de la ciutat és de 30.600 km² (només una mica menys que la superfície de Catalunya).
Aquesta ciutat és el centre de la producció de petroli i gas de la República Komi i tres quartes parts del petroli que produeix la república prové del territori d'Ussinsk. Des de 1980 està connectada per tren.